# بخش فرانکلین (شهرستان وین، اوهایو)
بخش فرانکلین (به انگلیسی: Franklin Township) یک منطقهٔ مسکونی در ایالات متحده آمریکا است که در شهرستان وین، اوهایو واقع شده‌است.
 بخش فرانکلین ۹۳٫۷ کیلومتر مربع مساحت و ۳٬۴۸۵ نفر جمعیت دارد و ۳۴۷ متر بالاتر از سطح دریا واقع شده‌است.